# Норж-ла-Виль
Норж-ла-Виль (фр. Norges-la-Ville) — коммуна во Франции, находится в регионе Бургундия. Департамент коммуны — Кот-д’Ор. Входит в состав кантона Фонтен-ле-Дижон. Округ коммуны — Дижон.
Код INSEE коммуны — 21462.

## Население
Население коммуны на 2010 год составляло 869 человек.
| 1962 | 1968 | 1975 | 1982 | 1990 | 1999 | 2010 |
| ---- | ---- | ---- | ---- | ---- | ---- | ---- |
| 203  | 224  | 424  | 554  | 605  | 842  | 869  |

## Экономика
В 2010 году среди 598 человек трудоспособного возраста (15—64 лет) 485 были экономически активными, 113 — неактивными (показатель активности — 81,1 %, в 1999 году было 66,0 %). Из 485 активных жителей работали 451 человек (249 мужчин и 202 женщины), безработных было 34 (15 мужчин и 19 женщин). Среди 113 неактивных 58 человек были учениками или студентами, 44 — пенсионерами, 11 были неактивными по другим причинам.